# یولیا سولنتسوا
یولیا سولنتسوا (روسی: Ю́лия Ипполи́товна Со́лнцева؛ ۷ اوت ۱۹۰۱ – ۲۸ اکتبر ۱۹۸۹) یک کارگردان فیلم اهل اتحاد جماهیر شوروی سوسیالیستی بود. وی بین سال‌های ۱۹۳۹ تا ۱۹۷۹ میلادی فعالیت می‌کرد.
از فیلم‌های او می‌توان به شعر دریا و وقایع‌نگاری سال‌های پرتب‌وتاب اشاره کرد
وی همچنین برنده جوایزی همچون نشان لنین شده است.